# El Cristo (Coclé)
El Cristo ist ein Corregimiento des Bezirks Aguadulce in der Provinz Coclé in Panama. Bei der Volkszählung im Jahr 2023 hatte es 3085 Einwohner. Das Corregimiento erstreckt sich über eine Fläche von 59,0 km².
Die Comarca wurde durch Gesetz Nr. 10 vom 7. März 1997 geschaffen und ergänzt durch Gesetz Nr. 5 vom 19. Januar 1998 sowie Gesetz Nr. 69 vom 28. Oktober 1998.

## Bevölkerung
Die folgende Tabelle zeigt die Bevölkerung des Corregimientos El Cristo, wie es in den Volkszählungen 2000, 2010 und 2023 erfasst wurde.
| Jahr         | 2000 | 2010 | 2023 |
| ------------ | ---- | ---- | ---- |
| Einwohner    | 3852 | 4017 | 3085 |
| davon Männer | 2030 | 2054 | 1558 |
| davon Frauen | 1822 | 1963 | 1527 |

## Orte
Im Corregimiento El Cristo befinden sich folgende Orte:
- Barriada Pueblo Nuevo
- Barriada San Pedro
- Barriada Santa Marta
- El Calixto o Los Juárez
- El Cristo
- El Estero de San José
- El Higo
- El Naranjal
- El Olivo
- El Picacho
- Juan Bran
- La Negrita
- La Poza
- Las Mineras
- Los Lagos
- Quebrada de Hato
- Tranquilla